# Лазарев, Валерий Васильевич
Вале́рий Васи́льевич Ла́зарев (25 октября 1940, посёлок Коровинка, Ключевский сельсовет, Сергачский район, Горьковская область — 20 июня 2025) — советский и российский учёный-правовед, доктор юридических наук (1977), профессор, заведующий отделом имплементации решений судебных органов в законодательство Российской Федерации Института законодательства и сравнительного правоведения при Правительстве Российской Федерации. Заслуженный деятель науки Российской Федерации (1996), действительный член РАЕН, профессор кафедры теории государства и права Московского государственного юридического университета (МГЮА). Действительный государственный советник Российской Федерации 3 класса. Лауреат премии Ленинского комсомола в области науки (1972). Лауреат высшей юридической премии «Фемида» (2008) и национальной премии «Юрист года» (2020). Лауреат премии Правительства Российской Федерации в области образования (2015). Почётный работник высшего профессионального образования Российской Федерации (2010). Индекс Хирша — 58.

## Биография
Родился 25 октября 1940 года в посёлке Коровинка Ключевского сельсовета, Сергачского района Горьковской области.
В 1963 году с отличием окончил юридический факультет Казанского государственного университета имени В. И. Ульянова-Ленина.
В 1967 году окончил аспирантуру и защитил диссертацию на соискание учёной степени кандидата юридических наук по теме «Пробелы в советском праве и методы их установления».
В 1977 году в МГУ имени М. В. Ломоносова защитил диссертацию на соискание учёной степени доктора юридических наук по теме «Правоприменительные акты и их эффективность». Продолжительное время был преподавателем на юридическом факультете Казанского государственного университета имени В. И. Ульянова-Ленина.
С 1982 года — профессор, затем начальник кафедры государственно-правовых дисциплин Академии МВД СССР.
С 1998 по 2003 год — постоянный представитель Государственной Думы в Конституционном Суде Российской Федерации — заместитель начальника Правового управления Государственной Думы.
С 2001 года преподавал в Московском государственном юридическом университете имени О. Е. Кутафина.
В 2025 году награждён Почётной грамотой Правительства Российской Федерации.
Умер 20 июня 2025 года в возрасте 84 лет.

## Основные работы
- Лазарев В.В., Липень С.В. Теория государства и права: учебник для вузов. — М.: Спарк, 2001.